# Géologie de Charon

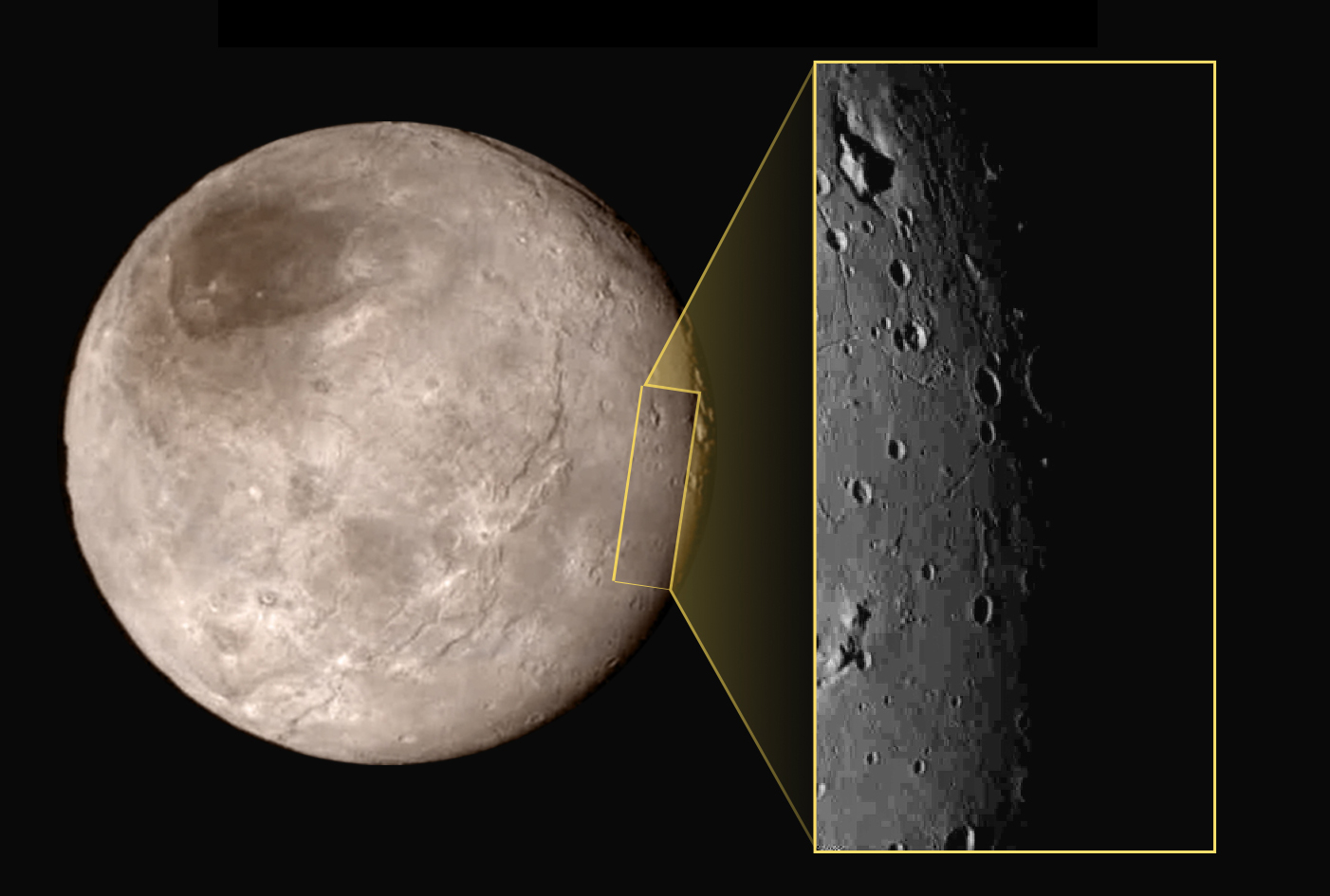
Image de Charon prise par New Horizons montrant des cratères, des rainures et une montagne dans une dépression (Mont Kubrick).

La géologie de Charon inclut les caractéristiques de surface, de la croûte et de l'intérieur de Charon, une lune de Pluton. Le diamètre de Charon est d'environ 1 208 km, soit presque la moitié de celui de Pluton. Charon est suffisamment massif pour être en équilibre hydrostatique et avoir une forme approximativement sphérique.

## Histoire
Les éclipses mutuelles entre Charon et Pluton dans les années 1980 ont permis aux astronomes de déterminer le diamètre et des cartes d'albédo de la surface du satellite.

## Surface

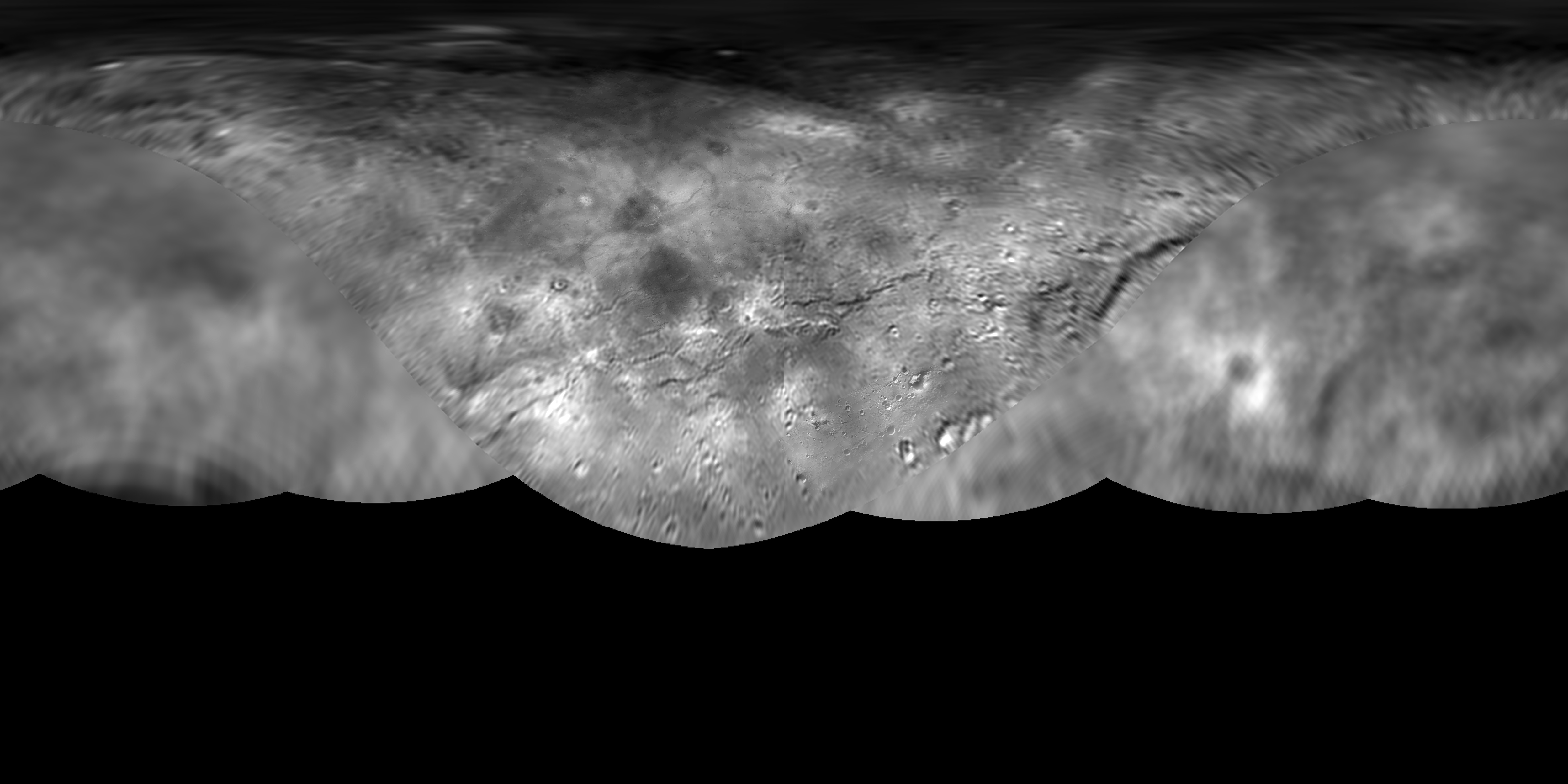
Carte globale de la surface de Charon à partir des images de New Horizons.

Contrairement à Pluton (majoritairement composé de glaces d'azote et de  méthane)  la surface de Charon est dominée par des glaces moins volatiles. En 2007, des observations réalisées par l'observatoire Gemini montrent la présence d'une mixture de cristaux de glace et d'hydrates d'ammoniac, suggérant l'existence de cryovolcans. Le fait que cette glace soit sous forme cristalline et non amorphe suggère un dépôt récent.
Des chasmata profonds de 5  à   10 km sont présents et un système de canyons et de falaises s'étend sur environ 950 km.
Les images provenant de New Horizons montrent une surface avec très peu de cratères, indiquant que Charon est probablement géologiquement actif.

### Régions polaires

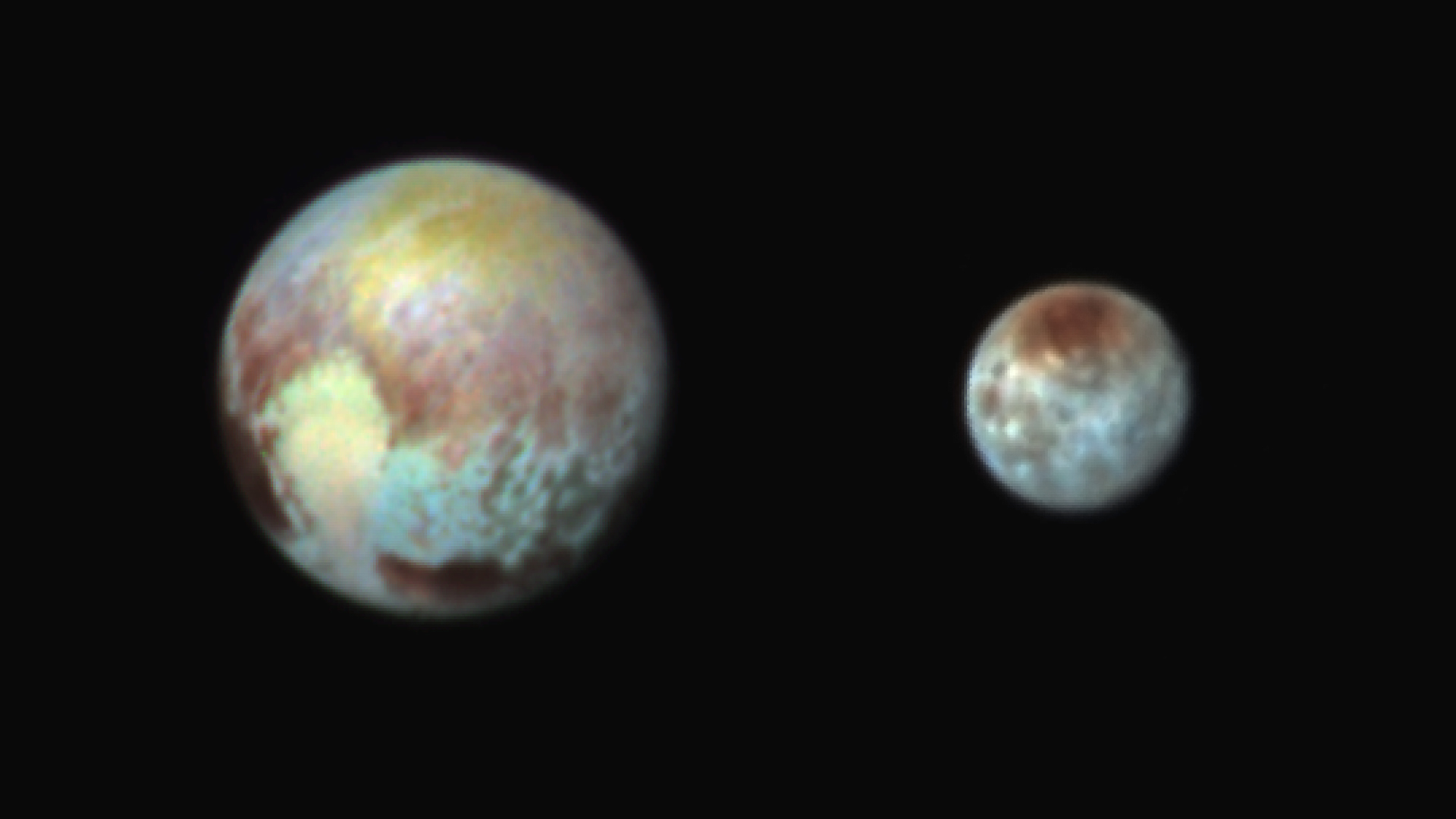
Cette photographie de Charon (à droite) en fausses couleurs montre clairement la région sombre composée de tholins au pôle nord.

Le pôle nord de Charon est dominée d'une tache sombre surnommée Mordor, partiellement composée d'hydrocarbures et de tholins alors que les latitudes plus basses ont une composition plus diverse,. Un scénario expliquant la présence de ce tholin est qu'il se soit formé à partir de la condensation des gaz s'échappant de l'atmosphère de Pluton. La température atteignant −258 °C en hiver ces gaz (incluant de l'azote, du méthane et du monoxyde de carbone) pourrait s'être condensé sous forme solide et réagir avec les radiations solaires pour former des tholins rouges. Ensuite, lorsque le Soleil réchauffe Charon jusqu'à −213 °C, les matières volatiles se subliment et s'échappent de Charon, laissant un dépôt rouge.  Les tholins pourrait ainsi s'être accumulés pendant des millions d'années et obscurcir la surface.
Le pôle sud n'a pas été photographié par New Horizons et est par conséquent inconnu.

## Intérieur
La masse volumique de Charon est d'environ 1,65 ± 0,06 g/cm3, soit un peu moins que celle de Pluton.